# Университет Гайаны
Университет Гайаны (англ. The University of Guyana) — высшее учебное заведение в столице Кооперативной Республики Гайаны городе Джорджтаун. Государственный университет. Является единственным национальным высшим учебным заведением в Гайане.
По данным 2016 года, в университете обучалось около 8 000 студентов. За прошедшие годы было выпущено более 20 000 студентов, которые сделали успешную карьеру на местном, региональном и международном уровнях во всех профессиональных областях.

## История
Открыт в апреле 1963 года. Первая группа, состоявшая из 164 студентов начала обучение в октябре 1963 г. Первоначально университет давал образование на основе общих программ искусства, естественных и социальных наук. В 1966—1967 учебном году был осуществлен переход к факультативной системе, введены сертификаты и дипломы. С 1973 г. присуждается степень магистра наук.
Чтобы быть доступным для бедных гайанцев, университет в начале своего существования установил символическую сумму оплаты в размере 100 гайанских долларов. Эта практика была отменена в 1974 году. В 1975—1994 гг. обучение в университете было условно бесплатным, однако действовала система распределения молодых специалистов. В настоящее время годовая стоимость обучения составляет примерно от 596 до 2345 долларов США в год (оплачивается гаянскими долларами) в зависимости от специальности.
Университет активно сотрудничает с другими учебными заведениями Гайаны и карибских стран. Имеется программа дистанционного обучения. В университете есть два кампуса.

## Структура
- Факультет сельского и лесного хозяйства
- Факультет естественных наук и окружающей среды
- Факультет образования и гуманитарных наук
- Медицинский факультет
- Природоведческий факультет
- Факультет социальных наук
- Факультет инженерных технологий
- Институт дистанционного образования

## Известные выпускники и преподаватели
- Дэвид Грейнджер, президент Гайаны (с 2015)
- Чедди Джаган, премьер-министр Гайаны (1961—1964)
- Мозес Нагамуту, премьер-министр Гайаны (с 2015)
- Грейс Николс, поэтесса
- Дональд Рамотар, премьер-министр Гайаны (2011—2015)
- Уолтер Родни, историк, социолог
- Ланселот Томас Хогбен, биолог, создатель искусственного языка Интерглосса
- Шридат Рампал, Генеральный секретарь Содружества наций (1975—1990)